# Henrik Forsberg Junior
Henrik Forsberg Junior (Nachname [fɔʂbærj], * 4. Februar 1990) ist ein schwedischer Biathlet.
Henrik Forsberg von der Tullus SG gab sein internationales Debüt 2008 in Idre im IBU-Cup und gewann als 38. sogleich Punkte. Erst 2011 konnte er mit Platz 30 bei einem Sprint in Nové Město na Moravě seine Bestleistung verbessern. 2009 nahm er in Canmore erstmals an Junioren-Weltmeisterschaften teil und wurde Siebter des Einzels, 27. des Sprints, 17. der Verfolgung und Achter mit Christofer Eriksson, Ted Armgren und Fredrik Lindström im Staffelrennen. 2010 folgte in Torsby die zweite Teilnahme, bei der er 18. des Einzels, 15. des Sprints, 19. der Verfolgung und Staffel-Fünfter wurde. Gute Resultate erreichte er auch bei den Junioren-Wettbewerben der Biathlon-Europameisterschaften 2010 in Otepää mit Platz 13 im Einzel, 27 im Sprint und 14 in der Verfolgung. Für die Staffel kam er bei den Männern zum Einsatz und erreichte mit Tobias Arwidson, Armgren und Eriksson den sechsten Platz. In Nové Město folgte 2011 die dritte Teilnahme an einer Junioren-WM, bei der Forsberg Fünfter im Einzel, Neunter des Sprints, 12. der Verfolgung sowie Staffel-Elfter wurde und damit in den Einzelrennen durchweg gute Resultate erreichte.